# کیت رابویس
کیت رابویس (انگلیسی: Keith Rabois؛ زادهٔ ۱۷ مارس ۱۹۶۹) سرمایه‌گذار، وکیل و کارآفرین اهل ایالات متحده آمریکا است، که در سال ۲۰۰۵ شرکت فاندرز فاند را تأسیس کرد.